# ФК Коупавогюр
Коупавогюр (на исландски: Knattspyrnudeild HK) е исландски футболен отбор от град Коупавогюр . Основан през 1992 година. Играе домакинските си мачове на стадион „Коуринн“ с капацитет 5501 зрители.

## История
На 26 януари 1970 година в Коупавогюр е бил основан хандбален клуб „Коупавогюр“ (на исландски: Handknattleiksfélag Kópavogs). През 1992 година на базата на клуба се сформира едноименен футболен отбор, който петнайсет години по-късно пробива във Висшата исландска дивизия.